# Jack Arnold
Jack Arnold (New Haven, 14 oktober 1916 – Woodland Hills, 17 maart 1992) was een Amerikaans regisseur.

## Loopbaan
John Arnold Waks werd geboren in New Haven in Connecticut als zoon van Joods-Russische emigranten. Hij oogstte vooral succes als regisseur van sciencefictionfilms in de jaren 50. De films It Came from Outer Space (1953), Creature from the Black Lagoon (1954) en The Incredible Shrinking Man (1957) worden tot zijn bekendste werk gerekend. Hij is tevens de regisseur van de Britse komedie The Mouse That Roared (1959), waarin acteur Peter Sellers drie rollen vertolkte. Vanaf 1955 werkte hij ook voor televisie.
Arnold stierf in het bekende verzorgingstehuis Motion Picture & Television Country House and Hospital op 75-jarige leeftijd aan slagaderverharding.

## Filmografie
- 1950: With These Hands
- 1953: Girls in the Night
- 1953: It Came from Outer Space
- 1953: The Glass Web
- 1954: Creature from the Black Lagoon
- 1955: The Man from Bitter Ridge
- 1955: Revenge of the Creature
- 1955: Tarantula
- 1956: Red Sundown
- 1956: Outside the Law
- 1957: The Incredible Shrinking Man
- 1957: The Tattered Dress
- 1957: Man in the Shadow
- 1958: The Lady Takes a Flyer
- 1958: High School Confidential
- 1958: The Space Children
- 1958: Monster on the Campus
- 1959: No Name on the Bullet
- 1959: The Mouse That Roared
- 1961: Bachelor in Paradise
- 1964: A Global Affair
- 1964: The Lively Set
- 1969: Hello Down There
- 1974: Black Eye
- 1975: Boss Nigger
- 1976: The Swiss Conspiracy
- 1976: The Wackiest Wagon Train in the West